# ایزومراز

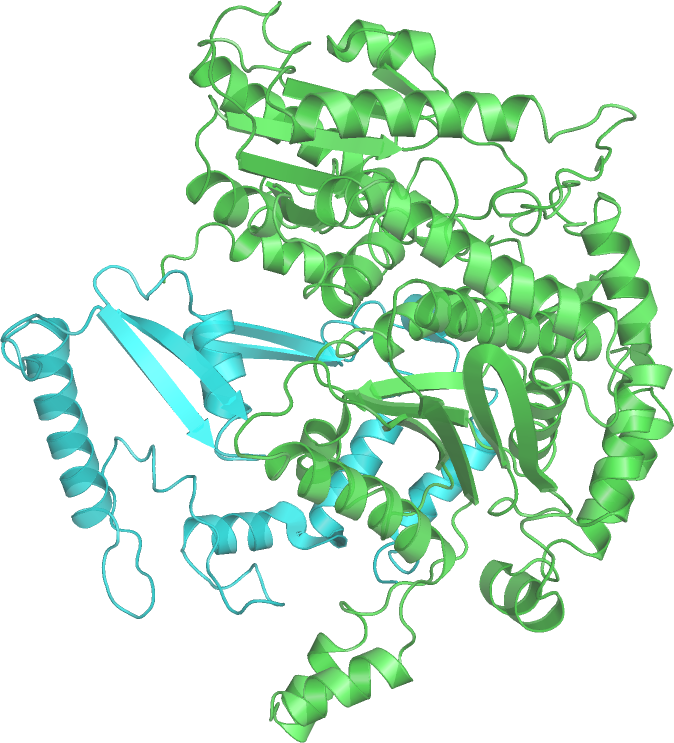
ایزومراز

در زیست‌شیمی یک ایزومراز (Isomerase) آنزیمی است که تبدیل ایزومرهای یک مولکول را به هم دیگر کاتالیز می‌کند مانند آنزیم enoyl CoA isomerase و اپی مرازها. هر دو طرف واکنش ایزومراز ایزومر یکدیگرند.
واکنش‌های اپی مراز و ایزومراز، معمولی‌ترین اشکال پنتوز‌ها را بهم وصل می‌کند.

## انواع
ایزومرازها چند گونه‌اند مانند راسمازها یا اپی‌مرازها (Racemases, epimerases)، سیس-ترانس ایزومرازها (Cis-trans isomerases)، اکسیدوردوکتازهای داخل مولکولی (Intramolecular oxidoreductases)، ترانسفرازهای داخل مولکولی (Intramolecular transferases) و لیازهای داخل مولکولی (Intramolecular lyases).